# 스콧 라파로
스콧 라파로(영어: Scott LaFaro, 1936년 4월 3일 ~ 1961년 7월 6일)는 빌 에번스 트리오와의 작업으로 유명한 미국의 재즈 더블 베이시스트이다.
스콧 라파로는 그의 동시대 베이시스트 중 실질적으로 타의 추종을 불허하는 기교뿐만 아니라 선율적인 스타일의 반주를 발전시키며 악기에 새로운 영역을 개척했다. 그의 짧은 경력에도 불구하고, 그는 가장 영향력 있는 재즈 베이시스트 중 한 명으로 남아있고, 베이스 플레이어 잡지의 역대 최고 100명의 베이스 연주자 중 16위에 올랐다.